# ال جرا
ال‌جرا  (به انگلیسی: El Jera) روستایی در استان ساحلی، کنیا می‌باشد.